# 克薩達 (哥斯達黎加)

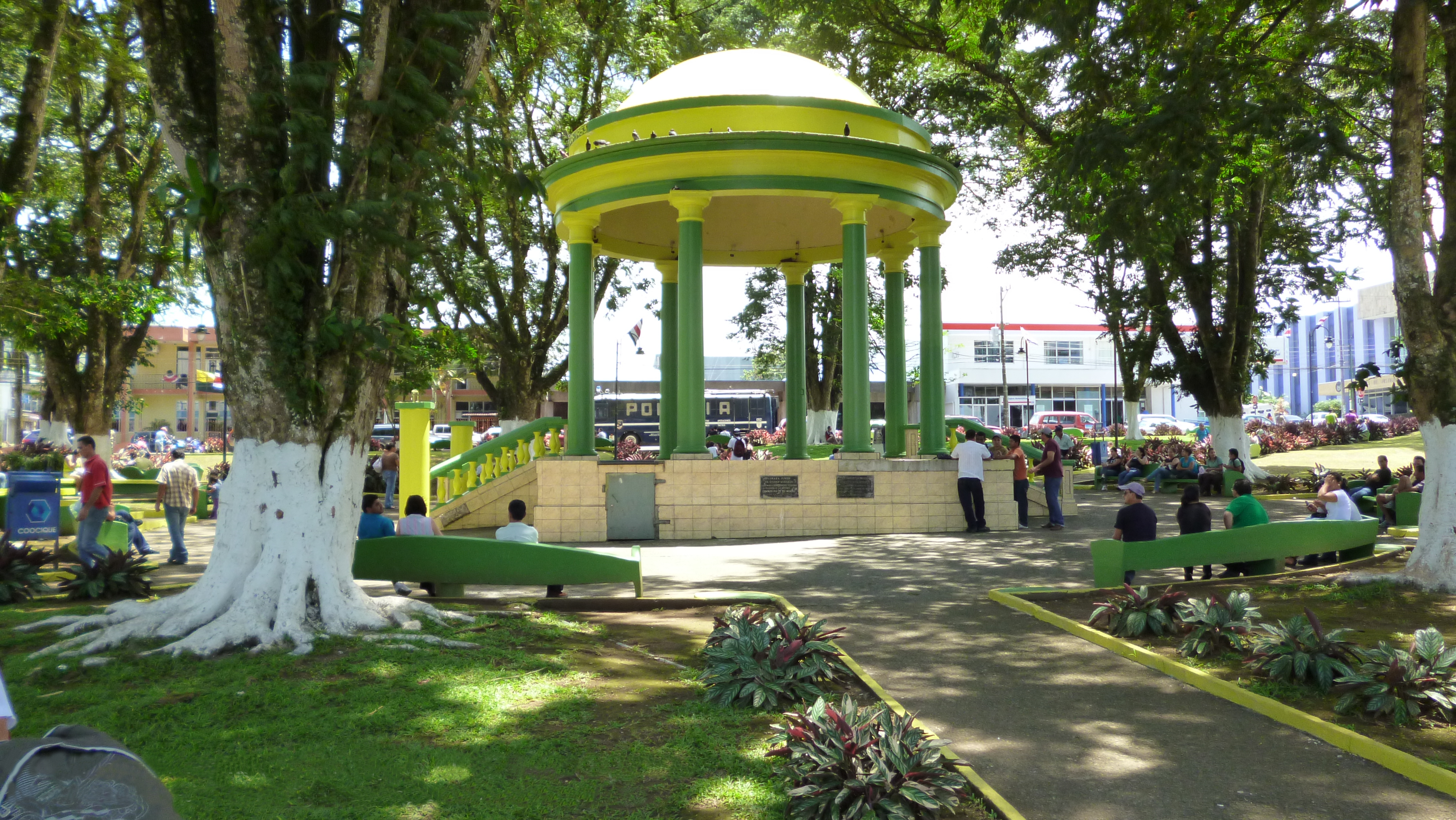
克薩達的中央公園

克薩達（Ciudad Quesada）是哥斯達黎加的城市，由阿拉胡埃拉省負責管轄，位於該國北部，距離聖何塞90.9公里，始建於1991年9月26日，面積145平方公里，海拔高度656米，2009年人口43,399。